# Centre Bell
Bell Centre [bel se(n)tr], původním názvem Molson Centre, je víceúčelová hala, která stojí v Montréalu v Kanadě. Je vhodná nejen pro pořádání sportovních událostí, ale i pro kulturní a zábavní akce, koncerty, veletrhy a další. Stadion se otevřel 16. března 1996 po téměř tříroční výstavbě. Kapacita haly na lední hokej dosahuje až 21 273 míst, což z něj dělá největší hokejový stadion na světě. Od roku 1996 zde domácí utkání sehrává místní hokejový tým z NHL Montreal Canadiens. V prvním zápase, 16. března 1996 hostili New York Rangers a Canadiens vyhráli 4:2.
V současné době je vlastněn rodinou firmou v čele s Geoffem Molsonem a jeho bratry, Andrewem a Justinem. Stejná firma také vlastní Montreal Canadiens a Evenko, což je promotér zábavních akcí. Je veden jako jeden z největších a nejrušnějších světových stadionů, který má obvykle nejvyšší návštěvnost z jakékoli arény v Kanadě.

## Vyřazené dresy
Následující čísla byly vyřazeny týmem Montreal Canadiens (v závorkách je uvedena pozice hráče):
- 1 Jacques Plante (B) 7. října 1995
- 2 Doug Harvey (O) 26. října 1995
- 3 Émile Bouchard (O) 4. prosince 2009
- 4 Jean Béliveau (C) 9. října 1971
- 5 Bernie "Boom-Boom" Geoffrion (PK) 11. března 2006
- 7 Howie Morenz (C) 2. listopadu 1937
- 9 Maurice "The Rocket" Richard (PK) 6. října 1960
- 10 Guy Lafleur (PK) 16. února 1985
- 12 Dickie Moore (LK) 12. listopadu 2005
- 12 Yvan Cournoyer (PK) 12. listopadu 2005
- 16 Henri Richard (C) 10. prosince 1975
- 16 Elmer Lach (C) 4. prosince 2009
- 18 Serge Savard (O) 18. listopadu 2006
- 19 Larry Robinson (O) 19. listopadu 2007
- 23 Bob Gainey (C) 23. února 2008
- 29 Ken Dryden (B) 29. ledna 2007
- 33 Patrick Roy (B) 22. listopadu 2008